# Carlo Zinelli
Carlo Zinelli (* 2. Juli 1916 in San Giovanni Lupatoto, Verona; † 27. Januar 1974 in Verona) war ein italienischer, autodidaktischer bildender Künstler. Er gilt als Vertreter der Art brut.

## Leben

### Kindheit, Jugend und Krieg
Carlo Zinelli wurde in der Provinz Verona als Sohn eines Schreiners geboren und verlor im Alter von zwei Jahren seine Mutter. Er lernte nie Lesen und Schreiben und mit neun Jahren arbeitete er auf einem Bauernhof, um die Familie zu unterstützen. Die Einsamkeit, die er dort erlebte, führte zu einem tiefen Zugang zur Natur. Ab 1934 hatte er Arbeit im Schlachthof von Verona. Er begeisterte sich für Musik und begann zu zeichnen. Er meldete sich als Freiwilliger für den Spanischen Bürgerkrieg, wurde aber bereits zwei Monate später aus gesundheitlichen Gründen entlassen.

### Krankenhausunterbringung und Hinwendung zur Malerei
In den Jahren zwischen 1941 und 1947 war Zinellis Verhalten geprägt vom Wechsel zwischen Perioden der Arbeit in klaren Phasen und Aufenthalten in psychiatrischen Krankenhäusern, verursacht durch Aggressivität und Angstkrisen.
Diese führten im Jahr 1947 zu seiner dauerhaften Einweisung in das Krankenhaus San Giacomo in Verona, wo er in einer Abteilung mit unruhigen Patienten untergebracht wurde und mit Elektroschocks und Insulin behandelt wurde. Am 9. April 1947 wurde endgültig eine paranoide Schizophrenie diagnostiziert. Da er sich mit der Außenwelt nicht verständigen konnte, lebte er zehn Jahre in nahezu vollständiger Isolation. Er fand Ruhe in der Musik und im Zeichnen.
Seine Kreativität beschränkte sich zunächst auf Zeichnungen auf dem Boden und Ritzzeichnungen mit einem spitzen Stein auf den Wänden des Krankenhauses. Er wurde 1957 in die – von dem schottischen Bildhauer Michael Noble und dem Psychiater Mario Marini gegründete – Grafikwerkstatt aufgenommen.

### Der Maler
Gemeinsam mit zwanzig anderen Patienten verbrachte er acht Stunden am Tag in der Werkstatt. Seine Aggressivität und Gewaltausbrüche gingen zurück und er entkam seiner Isolation, da Noble auch Aufenthalte in seiner Villa ermöglichte, wo die Patienten malen und bildhauern konnten. Außerdem ermöglichte er kleinere und größere Ausflüge.
Seit 1957 wurden auch Ausstellungen mit Werken der Patienten in Galerien in Verona, Mailand und Rom organisiert. Bei der 1963 von Harald Szeemann organisierten Ausstellung Insania pingens in der Kunsthalle Bern war Zinelli der einzige persönlich anwesende italienische Maler.
Kurz danach entdeckte Jean Dubuffet Zinellis Werke und erwarb eine größere Anzahl für seine Sammlung. Ab 1966 förderte Vittorio Andreoli, der Zinelli seit 1959 kannte und die Grafikwerkstatt nun leitete, Zinelli und seine Arbeit.
Zinelli malte noch bis 1973, obwohl seine Produktivität zurückging, nachdem das Krankenhaus 1969 in den nördlichen gelegenen Stadtteil Marzana verlegt worden war. Zinelli starb am 27. Januar 1974 an einer Lungenentzündung.
Im Jahre 1992 fand die erste Retrospektive mit Werken Carlo Zinellis im Museo di Castelvecchio in Verona statt. In Frankreich fand eine vergleichbare Ausstellung, welche die Herausgabe eines Kataloges rechtfertigte, in den Jahren 2003 und 2004 in den Museen Musée de l’Abbaye Sainte-Croix in Les Sables-d’Olonne, Musée International des Arts Modestes in Sète und LaM – Lille Métropole Musée d'Art moderne, d'Art contemporain et d'Art brut in Lille statt.
Arbeiten Zinellis sind Teil der Sammlung Zander, Köln, der Sammlung des LaM – Lille Métropole Musée d’Art moderne, d’Art contemporain et d’Art brut, Lille, der Sammlung des Museum of Everything, London, der Collection de l’Art Brut, Lausanne und der Sammlung der Fondazione Culturale Carlo Zinelli, San Giovanni Lupatoto.

## Werk
In den ersten Jahren im Atelier fertigte Zinelli auch Skulpturen an, von denen jedoch nur wenige erhalten sind.
Von seinen Ritzzeichnungen ist nichts mehr vorhanden. Ansonsten umfasst das Werk von Zinelli circa 3000 hauptsächlich als Gouache ausgeführte Stücke, wobei er Vorder- und Rückseite fortlaufend bemalte. So ergibt sich der Eindruck eines inneren Erzählfadens.
Sie stellen meist stereotyp wiederholte, menschliche Silhouetten und Tiere dar. Diese sind in der Regel flächig ausgemalt. Zinelli verzierte seine Werke mit Collagen und Beschriftungen, die jedoch dekorativ sind, weil er nicht lesen und schreiben konnte.

## Ausstellungen
- Art Brut. Dans l’intimité d’une collection. Donation Decharme au Centre Pompidou, Grand Palais, Paris (20.6. – 21.9.2025)[3]
- Carlo Zinelli, American Folk Art Museum, New York (14.3. – 20.8.2017)[1]
- 27 Künstler, 209 Werke, Sammlung Zander, Bönnigheim (20.3.2016 – 29.1.2017)[1]
- Carlo Zinelli, Musée International des Arts Modestes, Sète (29.1. – 28.3.04), LaM – Lille Métropole Musée d’Art moderne, d’Art contemporain et d’Art brut, Lille (10.4. – 1.8.05), Musée de l’Abbaye Sainte-Croix, Les Sables-d’Olonne (21.9.05 – 6.1.06)[1]
- Outsider Art. Collection Charlotte Zander, Museum Charlotte Zander, Bönnigheim (19.3. – 3.9.00)[1]
- Carlo Zinelli, Galleria d'Arte Corso Venezia, Mailand (16.6. – 2.7.66)[1]
- Art Brut – Insania Pingens, Kunsthalle Bern, Bern (1963)[1]
- Sono dei veri artisti, Galleria La Cornice, Verona (2.11. – 11.11.1957)[1]